# Édouard Huet du Pavillon
Édouard Huet du Pavillon, född 24 oktober 1819 i Blain, Frankrike, död 7 juni 1908 i Genève, Schweiz, var en fransk botaniker. Han samarbetade ofta med sin bror Alfred Huet du Pavillon (1829-1907), som även han var botaniker.
Auktorsnamnet É.Huet kan användas för Édouard Huet du Pavillon i samband med ett vetenskapligt namn inom botaniken; se Wikipediaartiklar som länkar till auktorsnamnet.